# Pattadakal

Quang cảnh nhóm di tích chính

Pattadakal, còn được gọi là Paṭṭadakallu hoặc Raktapura là quần thể các ngôi đền Hindu và Jaina thế kỷ 7 và thế kỷ 8 nằm ở phía bắc tiểu bang Karnataka, Ấn Độ. Nó nằm bên bờ sông Malaprabha, thuộc huyện Bagalkot, cách 14 dặm (23 km) từ Badami và cách 6 dặm (9,7 km) từ Aihole, cả hai di tích trung tâm của Kiến trúc Badami Chalukya. Quần thể Pattadakal được UNESCO công nhận là Di sản thế giới từ năm 1987 và ngày nay là một di tích được bảo vệ theo luật pháp Ấn Độ và được quản lý bởi Cơ quan Khảo sát Khảo cổ Ấn Độ (ASI).
Pattadakal là sự pha trộn hài hòa giữa các hình thức kiến trúc miền bắc và miền nam Ấn Độ và là một ví dụ minh họa về nghệ thuật chiết trung. Các ngôi đền Hindu thường được dành riêng cho thần Shiva, nhưng các yếu tố về thần của phái Vaishnavism và Shaktism cũng được đề cao. Những trụ gạch trong các đền thờ Hindu thể hiện nhiều khái niệm Vệ Đà và Purana mô tả những câu chuyện về Ramayana, Mahabharata, Bhagavata Purana, cũng như các yếu tố của các văn bản Ấn giáo khác như Panchatantra và Kirātārjunīya. Trong khi các đền thờ Jaina thờ duy nhất Jina. Những ngôi đền phức tạp nhất, với những trụ gạch phức tạp và sự hợp nhất của phong cách miền Bắc và miền Nam, được tìm thấy trong các đền thờ Papanatha và Virupaksha. Đền Virupaksha là một nơi thờ phượng của đạo Hindu.

## Vị trí
Nhóm các di tích nằm tại bang Karnataka, cách 165 kilômét (103 mi) về phía đông nam Belgaum, 265 kilômét (165 mi) về phía đông bắc Goa, 23 kilômét (14 mi) từ Badami và khoảng 9,7 kilômét (6 mi) từ Aihole, giữa núi đá sa thạch và thung lũng sông Malprabha. Tổng cộng tại đây có 150 di tích Ấn Độ và Kỳ Na, Phật giáo và những khám phá khảo cổ học có niên đại từ thế kỷ 4 đến 10 bên cạnh những ngôi mộ cổ và hang động lịch sử được bảo tồn tại Pattadakal-Badami-Aihole.
Gần quần thể di tích nhất là Sân bay Belgaum nằm về phía tây khoảng ba giờ lái xe, với các chuyến bay hàng ngày từ Mumbai, Bangalore và Chennai. Một cách khác để di chuyển đến Pattadakal là bằng tàu hỏa được cung cấp dịch vụ bởi Đường sắt Ấn Độ dừng tại Badami trên tuyến đường sắt Hubli-Solapur.

## Lịch sử
Pattadakal có nghĩa là nơi đăng quang được coi là thánh địa, là nơi sông Malprabha quay về hướng bắc về phía dãy Himalaya và Kailasha (uttara-vahini). Như cái tên, nó được sử dụng dưới Triều đại Chalukya cho các nghi lễ đăng quang như là Vinayaditya thế kỷ 7. Những tên khác mà nơi này được biết đến là Kisuvolal có nghĩa là "thung lũng đất đỏ", Raktapura có nghĩa là "thành phố đỏ" và Pattada-Kisuvolal có nghĩa là "thung lũng đăng quang đất đỏ". Theo cơ quan Khảo sát Khảo cổ Ấn Độ, khu vực này được đề cập trong các văn bản của Srivijaya và được Ptolemy gọi là "Petirgal".
Pattadakal cùng với Aihole và Badami gần đó trở thành một trung tâm văn hóa và địa điểm tôn giáo lớn cho những đổi mới trong kiến trúc và thử nghiệm ý tưởng. Sự cai trị của Đế quốc Gupta trong thế kỷ thứ 5 đã mang lại một thời kỳ ổn định chính trị, trong đó Aihole trở thành một địa điểm của uyên thâm. Các thí nghiệm trong kiến trúc mở rộng đến Badami trong suốt hai thế kỷ tiếp theo. Văn hóa này bao trùm Pattadakal vào thế kỷ thứ 7 đã trở thành một mối quan hệ nơi các ý tưởng từ miền bắc và miền nam Ấn Độ hợp nhất. Chính trong thời kỳ sau này, đế chế Chalukya đã xây dựng nhiều ngôi đền ở vùng Aihole-Badami-Pattadakal.
Sau sự sụp đổ của đế quốc Chalukya, khu vực này đã bị triều đại Rashtrakuta sáp nhập và cai trị vào thế kỷ 10. Và vào thế kỷ 11, 12 nó nằm dưới quyền cai trị của các đế quốc hậu Chalukya là Tây Chalukya. Mặc dù khu vực này không phải là một thủ đô, cũng không phải là một nơi gần, nhưng nhiều nguồn như văn bản, chữ khắc đương thời và phong cách kiến trúc chỉ ra rằng từ thế kỷ thứ 9 đến thế kỷ thứ 12, các đền thờ và tu viện mới của Ấn Độ giáo, Jaina và Phật giáo tiếp tục được xây dựng trong khu vực Pattadakal. Nhà sử học George Michell cho rằng, sự hiện diện của một dân số đáng kể và sự giàu có phát triển tại đó.
Trong suốt thế kỷ 13, Pattadakal và thung lũng Malprabha cũng như phần lớn khu vực Deccan gần đó đã bị tấn công và cướp bóc bởi quân đội của Vương quốc Hồi giáo Delhi tàn phá khu vực. Thời kỳ này kết thúc với sự trỗi dậy của Đế quốc Vijayanagara. Nhiều pháo đài để bảo vệ di tích đã được xây dựng, bằng chứng là những dòng chữ ở Badami. Pattadakal là một phần của khu vực biên giới đã chứng kiến các cuộc chiến giữa Vijayanagara và cường quốc phía bắc. Sau sự sụp đổ của Vijayanagara vào năm 1565, Pattadakal bị Vương quốc Hồi giáo sáp nhập, được cai trị bởi triều đại Adil Shahi. Vào cuối thế kỷ 17, Đế quốc Mogul dưới thời Aurangzeb đã giành quyền kiểm soát Pattadakal. Sau sự sụp đổ của Đế quốc Mogul, Pattadakal nằm dưới sự kiểm soát của Đế quốc Maratha. Sau đó, một lần nữa khu vực này đổi chủ khi Haider Ali và Tipu Sultan giành quyền kiểm soát nó vào cuối thế kỷ 18 trước khi người Anh đánh bại Tipu Sultan và sáp nhập khu vực.